# 比海更深
《比海更深》（日语：海よりもまだ深く）是一部由是枝裕和自编自导的家庭剧情长片，于2016年5月21日在日本上映，并参加了2016年戛纳电影节一种注目单元的展映。片名“比海更深”取自歌手邓丽君1987年发表的日语单曲《别离的预感》（别れの予感）中的一句歌词。

## 剧情
良多（阿部宽 饰）早年以写作出道，但后来再无优秀的作品问世。为了谋生，良多只能靠当私家侦探过活，内心却还沉浸在过去的荣耀中，为自己怀才不遇感到苦闷。生活难以为继，但每次赚到钱后，良多又将钱挥霍在赌博上，几乎无力支付儿子的抚养费。父亲去世后，他年迈的母亲淑子（树木希林 饰）和美丽的前妻响子（真木阳子 饰）似乎已经展开了新的生活。与最初不信任他的家庭再次联系，良多试图重新建立他在家庭中的存在感，并希望在他年幼的儿子真悟（吉泽太阳 饰）的生活中找到一席之地——直到一个风雨交加的夏夜，这个家庭才真正有了一次再度结合的机会。

## 人物
- 阿部宽 飾演 篠田良多
- 真木阳子 飾演 响子（良多的前妻）
- 树木希林 飾演 篠田淑子（良多的母親）
- 吉泽太阳 飾演 真悟（良多的兒子）
- 小林聪美 飾演 中岛千奈津（良多的姊姊）
- 池松壮亮 飾演 町田健斗
- 中川雅也 飾演 山邊康一郎
- 橋爪功（日语：橋爪功） 飾演 仁井田（社區的住民）
- 高橋和也 飾演 正隆（千奈津的丈夫）
- 蒔田彩珠 飾演 彩珠（千奈津的女兒）
- 松岡依都美 飾演 安藤未來（安藤的妻子）
- 葉山獎之 飾演 真田（高中生）

## 制作
2001年，导演是枝裕和的父亲去世，他去探望独自一人居住的母亲时被住宅区附近的景色打动，并起念将其拍成电影。2013年的夏天，是枝裕和开始编写《比海更深》的剧本，并于2014年5月着手拍摄，持续了一个半月的时间。拍摄期间，他还在进行另一部影片《海街日记》的制作。

## 评价
影片在日本上映当周票房排名第五，共计观影人数达89,510。在烂番茄网站上，影片获得97％的支持率，平均分数为7.9/10。在Metacritic网站上，影片得分为84/100。来自《好莱坞报道》的评论家黛博拉·杨（Deborah Young）表示，这部电影是“一部典型的日本家庭剧情片，娓娓道来，简单得令人难以置信”，它“完美地平衡于生活的轻喜剧与令人忧伤的现实之间”，这部电影告诉人们，“你不总是能拥有你想要的生活，或成为你想成为的人。”。

## 奖项
| 年份 | 比赛                   | 奖项     | 入围者/得奖者 | 结果 |
| ---- | ---------------------- | -------- | ------------- | ---- |
| 2016 | 第29届日刊体育电影大奖 | 最佳电影 | 《比海更深》  | 提名 |
| 2016 | 第69届戛纳电影节       | 一种注目 | 是枝裕和      | 提名 |
| 2016 | 芝加哥影展             | 金雨果奖 | 是枝裕和      | 提名 |
| 2017 | 第11届亚洲电影大奖     | 最佳摄影 | 山崎裕        | 提名 |